# Melide (kommun i Spanien)
Melide är en kommun i Spanien. Den ligger i provinsen A Coruña i den autonoma regionen Galicien i nordvästra delen av landet, 500 km väster om huvudstaden Madrid. Antalet invånare är 7 734 (2024). Arean är 101,30 kvadratkilometer. Melide gränsar till Arzúa, Boimorto, Sobrado, Toques, Palas de Rei och Santiso. 